# Bound 2
«Bound 2» — пісня американського репера Каньє Веста, випущена 28 серпня 2013 року як другий сингл з його шостого студійного альбому Yeezus. Пісня містить вокал соул-співака Чарлі Вілсона. «Bound 2» містить семпли з «Bound» Ponderosa Twins Plus One та рядки «Uh-huh, honey» і «Alright» із «Sweet Nothin’s» Бренди Лі.
«Bound 2» отримав загальне визнання музичних критиків, які назвали цю пісню одним із найяскравіших моментів альбому, порівнявши її продакшн, заснований на соул-семплах, з дебютним студійним альбомом Веста The College Dropout 2004 року. Пісня отримала дві номінації на 57-й щорічній церемонії вручення премії «Греммі» за найкращу реп-пісню та найкраще реп/співане виконання.
Незважаючи на те, що пісню спочатку не було випущено як сингл, «Bound 2» зумів дебютувати на п’ятому місці в американському чарті Billboard Bubbling Under Hot 100 і на 31-му місці в чарті Hot R&B/Hip-Hop Songs після випуску Yeezus. Після випуску синглу пісня дебютувала під номером 73 у Billboard Hot 100 7 грудня 2013 року. Того ж тижня вона знову увійшла в Hot R&B/Hip-Hop Songs під номером 24. У Billboard Hot 100 наступного тижня пісня досягла найвищої позиції під номером дванадцять.
У UK Singles Chart пісня дебютувала під номером 94 15 вересня 2013 року. Наступного тижня вона досягла 55-го місця.

## Музичне відео
16 листопада 2013 року стало відомо, що наступного тижня каньє Вест покаже прем'єру кліпу на пісню «Bound 2» на шоу Елен Дедженерес. Музичний кліп, знятий Ніком Найтом, був випущений 19 листопада 2013 року. У відео зображено його тодішню наречену Кім Кардаш'ян, топлес, яка їде на мотоциклі з Каньє (Honda CRF-X) через Долину Монументів та інші ландшафти. Відеокліп отримав неоднозначні відгуки від критиків. На той час, коли відео досягло семи мільйонів переглядів на YouTube, воно набрало 13 000 лайків і 50 000 дизлайків.

## Чарти
| Чарт (2013)                               | Пікова позиція |
| ----------------------------------------- | -------------- |
| Австралія (ARIA)                          | 56             |
| Бельгія (Ultratip Flanders)               | 53             |
| Бельгія (Ultratop Flanders Urban)         | 44             |
| Канада (Canadian Hot 100)                 | 74             |
| Ірландія (IRMA)                           | 68             |
| Мексика Ingles Airplay (Billboard)        | 49             |
| Велика Британія (Official Charts Company) | 55             |
| Велика Британія (UK R&B Chart)            | 10             |
| США (Billboard Hot 100)                   | 12             |
| США (Hot R&B/Hip-Hop Songs) (Billboard)   | 3              |

| Чарт (2022)                | Пікова позиція |
| -------------------------- | -------------- |
| Австралія (ARIA)           | 50             |
| Billboard Global 200       | 104            |
| Ісландія (Plötutíðindi)    | 17             |
| Литва (AGATA)              | 88             |
| Нідерланди (Single Tip)    | 17             |
| Португалія (AFP)           | 180            |
| Швеція (Sverigetopplistan) | 89             |

| Чарт (2014)                           | Позиція |
| ------------------------------------- | ------- |
| США Hot R&B/Hip-Hop Songs (Billboard) | 71      |

## Сертифікації
| Регіон                                                      | Сертифікація  | Продажі   |
| ----------------------------------------------------------- | ------------- | --------- |
| Австралія (ARIA)                                            | 3× Платиновий | 210 000   |
| Данія (IFPI Denmark)                                        | Платиновий    | 90 000    |
| Португалія (AFP)                                            | Золотий       | 10 000    |
| Велика Британія (BPI)                                       | Платиновий    | 600 000   |
| США (RIAA)                                                  | 5× Платиновий | 5 000 000 |
| продажі+прослуховування, що базуються лише на сертифікаціях |               |           |